# Irvine Welsh
Irvine Welsh (Leith, Edimburg, 27 de setembre de 1958) és un escriptor escocès.

## Biografia
Fill d'una família de classe obrera, Welsh va viure a Muirhouse, va deixar l'escola als 16 anys i va canviar multitud de vegades de feina, fins que va emigrar a Londres amb el moviment punk. A la fi dels anys 1980 va tornar a Escòcia, on va treballar per a l'Edinburgh District Council a la vegada que es graduava en la universitat i es dedicava a l'escriptura. En l'actualitat, resideix a cavall entre la seva ciutat natal i Miami.
El gener de 2021, fou una de les 50 personalitats que signar el manifest «Dialogue for Catalonia», promogut per Òmnium Cultural i publicat a The Washington Post i The Guardian, a favor de l'amnistia dels presos polítics catalans i del dret d'autodeterminació en el context del procés independentista català. Els signants lamentaren la judicialització del conflicte polític català i conclogueren que aquesta via, lluny de resoldre'l, l'agreuja: «ha comportat una repressió creixent i cap solució». Alhora, feren una crida al «diàleg sense condicions» de les parts «que permeti a la ciutadania de Catalunya decidir el seu futur polític» i exigiren la fi de la repressió i l'amnistia per als represaliats.
El 2021, es va llançar una adaptació televisiva de Crime al Regne Unit amb Dougray Scott. Welsh va treballar al projecte amb Dean Cavanagh. Aquesta va ser la primera adaptació televisiva d'un llibre d'Irvine Welsh.

## Obra
La seva primera novel·la, Trainspotting, va tenir un èxit extraordinari, així com una adaptació cinematogràfica, en la qual ell mateix va interpretar un personatge secundari. Altres obres seves molt conegudes són Extasis, Acid House, Filth, Porno, Glue, Marabu Stork Nightmares i Skagboys. És fàcil trobar personatges comuns en les seves novel·les, sobretot els de Trainspotting, obra de la que Porn n'és la continuació i Skagboys una mena de preqüela. Irvine Welsh és conegut per escriure en el seu dialecte scots d'Edimburg. Sol ignorar les convencions literàries sobre l'escriptura de l'scots, i escriu transcrivint fonèticament la parla de la gent. Molts lectors que no parlen scots poden tenir problemes per a seguir-lo, i per aquest motiu moltes edicions dels seus llibres solen incorporar un vocabulari.

### Novel·la
- Trainspotting (1993)
- Marabou Stork Nightmares (1995)
- Filth (1998)
- Glue (2001)
- Porno (2002)
- The Bedroom Secrets of the Master Chefs (2006)
- Crime (2008)
- Skagboys (2012)
- The Sex Lives of Siamese Twins (2014)
- A Decent Ride (2015)
- The Blade Artist (2016)
- Dead Men's Trousers (2018)

### Relats
- The Acid House (1994)
- Ecstasy: Three Tales of Chemical Romance (1996)
- If You Liked School You'll Love Work (2007)
- Reheated Cabbage (2009)

### Guions
- You'll Have Had Your Hole (drama)
- Dose (BBC drama coescrit amb Dean Cavanagh)
- The Acid House
- Dockers (drama de televisió coescrit per Jimmy McGovern, Channel 4, 1999)
- Bad Blood (curtmetratge basat en una secció de la novel·la Trainspotting, 2005)
- Wedding Belles (coescrit amb Dean Cavanagh, Channel 4, 2007)
- Four Play (compilació dels seus llibres adaptats a escena)
- Nuts (curtmetratge, 2007)
- Good Arrows (2009)

### Teatre
- Babylon Heights
- You'll Have Had Your Hole

### Adaptacions

#### Pel·lícules
- Trainspotting (1996)
- The Acid House (1998)
- Irvine Welsh's Ecstasy (2011)
- Filth (2013)
- T2 Trainspotting (2017)

#### Teatre
- Ecstasy
- Glue
- Filth
- Trainspotting
- Marabou Stork Nightmares